# 14366 Wilhelmraabe
14366 Wilhelmraabe este un asteroid din centura principală de asteroizi.

## Descriere
14366 Wilhelmraabe este un asteroid din centura principală de asteroizi. A fost descoperit pe 8 septembrie 1988 la Tautenburg de Freimut Börngen. Asteroidul prezintă o orbită caracterizată de o semiaxă mare de 2,79 ua, o excentricitate de 0,08 și o înclinație de 4,6° în raport cu ecliptica.